# Pteropus

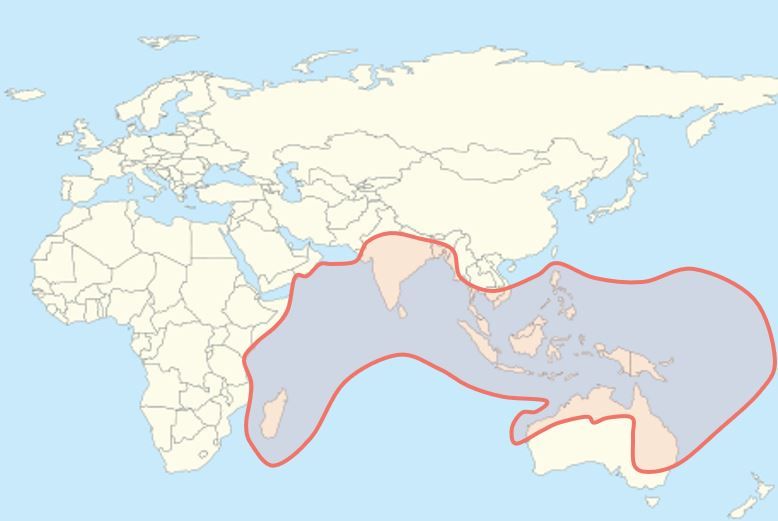
Verbreitungsgebiet der Gattungsmitglieder mit wenigen nicht eingeschlossenen Arten.

Pteropus ist eine artenreiche Gattung in der Familie der Flughunde mit Vertretern auf Inseln im Indischen Ozean, im Süden des asiatischen Festlandes, in Südostasien, in der Region Australis sowie in Ozeanien. In verschiedenen Abhandlungen werden die Arten in Artengruppen eingeteilt.

## Merkmale
Die schwanzlosen Gattungsmitglieder variieren stark in ihrer Größe mit einer Kopf-Rumpf-Länge von 170 bis 406 mm, einer Unterarmlänge von 85 bis 228 mm und einer Flügelspannweite von 610 bis 1700 mm. Während Männchen großer Arten wie Kalong, Indischer Riesenflughund oder Pteropus mahaganus ein Gewicht von 1,1 bis 1,6 kg erreichen können, sind Vertreter wie der Maskenflughund nur 100 bis 150 g schwer. Allgemein hat das Fell eine graue, braune oder schwarze Grundfarbe sowie oft einen gelbgrauen Kragen im Schulterbereich. Typisch ist ein markanter Geruch.

## Lebensweise
Mehrere Arten, die auf Inseln verbreitet sind, wandern zwischen diesen, wenn die Abstände nicht zu groß sind. Wanderungen von 40 bis 60 km zwischen dem Tagesversteck und den Nahrungsquellen sind keine Seltenheit. Als Habitat dienen feuchte Wälder und Sumpfgebiete. Die Exemplare ruhen am Tage oder selten nachts meist im Astwerk hoher Bäume, die über dem Wald herausragen. Am Ruheplatz, der bei verschiedenen Populationen über mehrere Jahrzehnte genutzt wird, bilden sich mehr oder weniger große Kolonien, die bei manchen Arten hunderttausende Mitglieder haben können. Die Pteropus-Arten fressen vorwiegend Fruchtsaft, den sie im Mund auspressen. Bei weichen Früchten wie Bananen, wird die ganze Frucht verzehrt. Gelegentlich kommen Nektar und Pollen als Nahrung vor. Die Exemplare stillen ihren Durst an Wasserstellen und nehmen zeitweise Meerwasser zu sich, vermutlich zur Aufnahme von Mineralien.
Je nach Art bestehen die Kolonien aus Männchen und Weibchen oder zur Zeit der Aufzucht der Nachkommen nur aus Weibchen. Bei verschiedenen Gattungsvertretern lebt ein Männchen mit mehreren Weibchen zusammen. Gelegentlich werden andere Arten von Flughunden am Ruheplatz geduldet. Die Fortpflanzung erfolgt allgemein so, dass die Nachkommen einer Population etwa gleichzeitig geboren werden. Die Geburten finden je nach Lage nördlich oder südlich des Äquators im Frühjahr und zeitigen Sommer statt. Arten mit zwei Paarungszeiten oder ganzjähriger Fortpflanzungszeit sind selten. Nach einer Trächtigkeit von 140 bis 192 Tagen kommt ein Neugeborenes vor. Dieses wird in den ersten Tagen oftmals von der Mutter getragen und drei bis sechs Monate gesäugt. Die Geschlechtsreife tritt bei Pteropus melanotus nach etwa 6 Monaten und bei den meisten anderen Arten nach 18 bis 24 Monaten ein. Ein Exemplar des Indischen Riesenflughundes lebte 31 Jahre und 5 Monate.

## Bedeutung der Arten für Pflanzen und Menschen
Diese Flughunde sind ein wichtiger Faktor bei der Bestäubung von Blütenpflanzen und bei der Verbreitung von Pflanzensamen. Mehrere Arten werden wegen ihres Fleisches gejagt oder in der traditionellen Medizin verwendet. Exemplare, die ihre Nahrung in Obstplantagen gewinnen, gelten als Schädlinge und werden mit Gift oder Waffen bekämpft. Diese Maßnahmen führen bei Arten mit einem begrenzten Verbreitungsgebiet, in dem Schutzzonen fehlen, zu einer deutlichen Abnahme des Bestandes. Die IUCN listet unter anderem den Komorenflughund, den Aru-Flughund und Pteropus howensis als vom Aussterben bedroht (critically endangered). Vier Arten sind bereits in historischer Zeit ausgestorben.

## Arten und Verbreitung
Laut Walker’s Mammals of the World (1999) wird die Gattung in folgende Artengruppen eingeteilt (Verbreitung laut IUCN):
- hypomelanus-Gruppe
  - Insel-Flughund (Pteropus hypomelanus), von den Philippinen und Sulawesi bis zu den Salomonen.
  - Admiralinseln-Flughund (Pteropus admiralitatum), Bismarck-Archipel und Salomonen.
  - Percy-Island-Flughund (Pteropus brunneus), lebte auf der australischen Insel Percy Island.
  - Ryukyu-Flughund oder Formosa-Flughund (Pteropus dasymallus), von den Ryūkyū-Inseln bis zu den nördlichen Philippinen.
  - Nikobaren-Flughund (Pteropus faunulus), ist auf den Nikobaren endemisch.
  - Grauer Wallacea-Flughund (Pteropus griseus), Sulawesi, Timor und weitere Inseln der Region.
  - Ontong-Java-Flughund (Pteropus howensis), auf dem Atoll Ontong Java nördlich der Salomonen endemisch.
  - Schmuckflughund (Pteropus ornatus), auf Neukaledonien.
  - Goldmantel-Flughund (Pteropus pumilus), zentrale Philippinen.
  - Grauer Philippinen-Flughund (Pteropus speciosus), kleinere Inseln der Philippinen und Indonesiens.
  - Kleiner Maskarenen-Flughund (Pteropus subniger), war auf Réunion und Mauritius verbreitet.
- mariannus-Gruppe
  - Marianen-Flughund (Pteropus mariannus), endemisch auf den Marianen.
  - Tonga-Flughund (Pteropus tonganus), auf Tonga und benachbarten Inseln.
- caniceps-Gruppe
  - Nordmolukken-Flughund (Pteropus caniceps), auf Inseln der Molukken.
- rufus-Gruppe
  - Roter Flughund (Pteropus rufus), im Hochland von Madagaskar.
  - Aldabra-Flughund (Pteropus aldabrensis), auf dem Atoll Aldabra (Seychellen) endemisch.
  - Maskarenen-Flughund (Pteropus niger), auf Inseln der Maskarenen.
  - Seychellen-Flughund (Pteropus seychellensis), auf den Seychellen und Komoren.
  - Pemba-Flughund (Pteropus voeltzkowi), auf Pemba (Sansibar) endemisch.
- melanotus-Gruppe
  - Schwarzohrflughund (Pteropus melanotus), von den Andamanen und Nikobaren über einzelne Mentawai-Inseln bis zur Weihnachtsinsel.
- melanopogon-Gruppe
  - Schwarzbart-Flughund (Pteropus melanopogon), südliche Inseln der Molukken.
  - Komorenflughund oder Livingston-Flughund (Pteropus livingstonii), auf den Komoren.
- rayneri-Gruppe
  - Salomonen-Flughund (Pteropus rayneri), auf den Salomonen.
  - Südmolukken-Flughund (Pteropus chrysoproctus), zentrale und südliche Molukken.
  - Makira-Flughund (Pteropus cognatus), östliche Salomonen.
  - Banks-Flughund (Pteropus fundatus), auf den Banks-Inseln (Vanuatu).
  - Rennell-Flughund (Pteropus rennelli), südliche Salomonen.
- lombocensis-Gruppe
  - Lombok-Flughund (Pteropus lombocensis), Timor und Kleine Sundainseln.
  - Pohnpei-Flughund (Pteropus molossinus), auf Inseln in Mikronesien.
  - Rodrigues-Flughund (Pteropus rodricensis), auf Rodrigues endemisch.
- samoensis-Gruppe
  - Samoa-Flughund (Pteropus samoensis), Inseln Ozeaniens.
  - Vanuatu-Flughund (Pteropus anetianus), auf Vanuatu.
- pselaphon-Gruppe
  - Bonin-Flughund (Pteropus pselaphon), auf den japanischen Ogasawara-Inseln endemisch.
  - Mortlock-Flughund (Pteropus pelagicus) (früher Pteropus insularis), in Mikronesien.
  - Temotu-Flughund (Pteropus nitendiensis), östliche Salomonen.
  - Kleiner Palau-Flughund oder Weichhaar-Flughund (Pteropus pilosus), auf den Palauinseln endemisch.
  - Guam-Flughund (Pteropus tokudae), auf Guam endemisch.
  - Vanikoro-Flughund (Pteropus tuberculatus), östliche Salomonen.
  - Neukaledonien-Flughund (Pteropus ventulus), auf Neukaledonien endemisch.
- temminckii-Gruppe
  - Temminck-Flughund (Pteropus temminckii), südliche Molukken.
  - Neubritannien-Flughund (Pteropus capistratus), auf dem Bismarck-Archipel endemisch.
  - Maskenflughund (Pteropus personatus), nördliche Molukken.
- vampyrus-Gruppe
  - Kalong (Pteropus vampyrus), lebt in Südostasien.
  - Indischer Riesenflughund (Pteropus giganteus, Syn. Pteropus medius), indischer Subkontinent, angrenzendes Festland und Sri Lanka.
  - Pteropus intermedius, südliches Myanmar.
  - Hinterindischer Flughund oder Lyle-Flughund (Pteropus lylei), im Süden Thailands, Kambodschas und Vietnams verbreitet.
- alecto-Gruppe
  - Schwarzer Flughund (Pteropus alecto), von Südostasien bis Australien.
- conspicillatus-Gruppe
  - Brillenflughund (Pteropus conspicillatus), Molukken, Neuguinea und Kap-York-Halbinsel (Australien).
  - Seram-Flughund (Pteropus ocularis), südliche Molukken.
- neohibernicus-Gruppe
  - Großer Flughund (Pteropus neohibernicus), Neuguinea und Bismarck-Archipel.
- macrotis-Gruppe
  - Großohrflughund (Pteropus macrotis), Neuguinea und kleine Inseln der Region.
  - Pohle-Flughund (Pteropus pohlei), auf Inseln nordwestlich von Neuguinea.
  - Graukopf-Flughund (Pteropus poliocephalus), östliches Australien.
- scapulatus-Gruppe
  - Kleiner Roter Flughund (Pteropus scapulatus), nördliches und östliches Australien.
  - Gilliard-Flughund (Pteropus gilliardorum), Bismarck-Archipel.
  - Sanborn-Flughund (Pteropus mahaganus), auf den Salomonen endemisch.
  - Zwergflughund (Pteropus woodfordi), südliche und östliche Salomonen.
- ohne Zuordnung im Werk von 1999
  - Aru-Flughund (Pteropus aruensis), östliche Molukken.
  - Neuirland-Flughund (Pteropus ennisae), nördlicher Bismarck-Archipel.
  - Kai-Flughund (Pteropus keyensis), östliche Molukken.
  - Pteropus loochoensis, auf Okinawa Hontō, vermutlich ausgestorben.
  - „Großer“ Palau-Flughund (Pteropus pelewensis), auf Palau endemisch.
  - Kosrae-Flughund (Pteropus ualanus), in Mikronesien.

Die Art Pteropus leucopterus wurde in die Gattung Desmalopex überführt.